# Алгебра алгоритмів
Алгебра алгоритмів — вивчає властивості алгоритмів, виникла в 80-х роках 20 століття. При цьому формальні моделі були запропоновані для первісного поняття алгоритму. Алгебра алгоритмів АА = {A, W}, як і будь-яка алгебра, — це основа А і сигнатура W операцій з елементами цієї основи. За допомогою операції сигнатури можна додати довільний елемент q Î AA. Це називається системою утворювальної алгебри.

## Історія розвитку
Першою формальною моделлю алгоритмічної машини була машина Тюрінга (Алан Тюрінг, Еміль Пост, 1936). Із пізніших моделей відзначимо нормальні алгоритми (А. Марков, І952) .Дослідження і побудова алгебри алгоритмів або алгоритмічної алгебри почалося з проектування логічних структур ЕОМ під керівництвом академіка В. М. Глушкова. Як результат була створена теорія систем алгоритмічних алгебр (САА), що потім Г. О. Цейтліним була покладена в основу узагальненої теорії структурованих схем алгоритмів і програм, названою ним алгоритмікою. Для формалізації самого поняття алгебри алгоритму були запропоновані точні математичні описи .Алгебра алгоритмів виникла як розділ математичної логіки. Перші застосування алгебри алгоритмів -в математичній логіці. Алгебра алгоритмів є теоретичним фундаментом програмування, вона має застосування, де зустрічаються алгоритмічні проблеми (математики, теорія інформації, теорія керування, конструктивний аналіз, обчислювальна математика, теорія ймовірності, лінгвістика, економіка та ін.).Наразі розроблено кілька алгоритмічних алгебр, найвідомішими з яких є алгебра Дейкстри, алгебра схем Янова та алгоритміка програм, досліджена у працях В. М. Глушкова і Г. О. Цейтліна, а також теорія секвенційних алгоритмів, комп'ютерна реалізація алгебри алгоритмів.

## Основні поняття алгебри алгоритмів
Основними поняттями алгебри алгоритмів є:– операції над множинами, булеві операції, предикати, функції й оператори;– бінарні і n-арні відношення, еквівалентність, частково і цілком упорядковані множини;– графи-схеми й операції над графовими структурами;– операції сигнатури САА, аксіоми і правила визначення властивостей програм на основі стратегії згортання, розгортання і їх комбінацій;– методи синтаксичного аналізу структурних програм і символьна обробка. Операції алгебри задовольняють наступні аксіоматичні закони: асоціативності, комутативності, ідемпотентності, закони виключення третього і суперечності.
Теорія секвенційних алгоритмів і проектування комп'ютерних систем. Редактор формул алгоритмів і аналіз синтаксису і семантики алгебри алгоритмів-секвенцій. Засоби еквівалентних перетворень алгоритмів. Методи підвищення ефективності математичного моделювання алгоритмів інформаційно-технологічних систем. Принципи побудови комп'ютерної бібліотеки абстрактних алгоритмів.

## Застосування алгебри алгоритмів
- Синтез, оптимізація і дослідження математичних моделей алгоритмів керування електроприводом друкарської машини і проектування комп'ютерних систем. Практичним результатом досліджень алгебри алгоритмів є побудова оригінальних інструментальних систем проектування програм на основі сучасних засобів підтримки ООП (Rational Rose).